# 瑞虹门
瑞虹门，位于江西省上饶市婺源县（旧属安徽省徽州府）县城紫阳镇的小东门巷，原是婺源城墙的8个城门之一。
瑞虹门已列为上饶市文物保护单位。